# Euoniticellus pallipes
Euoniticellus pallipes es una especie de coleóptero de la familia Scarabaeidae.

## Distribución geográfica
Habita en el paleártico: Europa meridional, Asia (desde Oriente Próximo hasta Mongolia) y el Magreb; también en Cachemira.